# Tutviken
Tutviken är en bebyggelse i tätorten Stockholm i Haninge kommun, belägen söder om Långsjön, inom delområdet Gudö i kommundelen Vendelsö-Gudö, väster om Tyresta naturreservat och öster om Vendelsö. Bebyggelsen klassades av SCB fram till 2000 som en småort för att därefter 2005 växt samman med tätorten Stockholm. År 2000 avgränsade SCB här även ett fritidshusområde med 130 fritidshus över 50 hektar. Även denna försvann när orten sammanväxte med Stockholms tätort.